# Люблінський трибунал
Люблінський коронний трибунал — найвищий апеляційний суд для Малопольщі (південна частина Речі Посполитої, Брацлавське, Волинське, Київське, Подільське, Руське і Чернігівське воєводства).

## Діяльність Трибуналу
У 1578 році на варшавському вальному сеймі було створено нову судову інстанцію — Коронний трибунал (Iudicium Ordinarium Generale Tribunalis Regni). Король Стефан Баторій, як iudex supremus, зрікся своїх прав найвищого судді на користь шляхетського станового суду. Від того часу найвищим (апеляційним) судом для шляхти став Коронний трибунал.
За конституцією сейму 1578 року, Трибуналові підпорядковувалася лише Корона. Місцями засідань коронних трибунальських судів стали Пьотркув для Великопольщі та Мазовша, і Люблін для Малопольщі. Трибунал судив у Пьотркуві від понеділка після дня св. Мартина (11 листопада) до Вербної неділі (Dominica Palmarum). В Любліні трибунал судив від понеділка після першої неділі після Великодня (Dominica Conductus Paschae) і аж до завершення усіх справ, поданих у даному році, що зазвичай тривало до дня св. Варфоломія (24 серпня). Конституція конвокаційного сейму 1764 року розділила Коронний трибунал на два трибунали, які судили одночасно: Великопольський коронний трибунал та Малопольський коронний трибунал. Ці зміни не протрималися довго — надзвичайний сейм межі 1767 і 1768 років видав конституцію під назвою «З'єднання Коронного Трибуналу», якою було повернуто один Коронний трибунал для обох провінцій.
До складу Коронного трибуналу входили судді, яких називали депутатами: серед шляхти щороку обиралися т. зв. світські депутати, а серед духовенства обиралися т. зв. духовні депутати. Очолювали суд маршалок, якого обирали серед світських депутатів, та президент, який завжди був депутатом від Ґнєзненьської капітули.
Завдяки Трибуналові Люблін став юридичним центром шляхетської Речі Посполитої. Із занепадом університетських осередків, які навчали юристів, саме зала Трибуналу стала для багатьох місцем перших практик у цій сфері. Посприяла цьому фактові і близькість Замойської академії, де вивчали право. Важливою була і роль Трибуналу в житті міста. Завдяки йому Люблін не лише перетворився на судову столицю, а й швидко розвивався. Майже одразу після його створення в Любліні почали зводитися палаци магнатів та садиби шляхтичів. На час трибунальської сесії життя у місті оживало.
Після поділів Польщі Люблінський коронний трибунал, як і інші шляхетські суди колишньої влади, був зачинений. Справи Трибуналу зберігалися в судовому архіві, який знаходився у трапезній домініканського монастиря, у 1811 році були перенесені до бернардинського монастиря, а в 1827 році передані до новоствореного Archiwum Akt Dawnych w Lublinie. У 1836—1840 роках усі справи були передані до варшавського архіву, де в 1944 році, під час Варшавського повстання, були повністю знищені.